# Guido Chiarelli
Guido Chiarelli, né le 24 septembre 1902 à Caltanissetta et mort le 7 octobre 1982 à Turin, est un ingénieur  électricien italien, connu pour ses travaux de pionnier en éclairage public.

## Biographie
Guido Chiarelli naît le 24 septembre 1902 à Caltanissetta.
Il y passe son enfance et y effectue ses études à l’institut technique. Il est l'aîné d'une famille de quatre enfants et son père l’encourage à devenir ingénieur minier. Il commence ses études à l’Université de Palerme,  pour les terminer à l’École polytechnique de Turin en suivant le cours de diplôme en Génie électrique. À partir de 1928 il travaille pendant quarante ans à la Mairie de Turin où il peut mettre en pratique les leçons apprises dans ses cours d'ingénieur en exerçant  de 1956 à 1968 la fonction d' ingénieur en chef.
Guido Chiarelli est mort à Turin, le 7 octobre 1982 à l’âge de 80 ans.

## Carrière
Au cours de sa carrière ses domaines de compétences sont variés et vont des installations électriques, aux installations thermiques, gazoducs, horloges et feux de signalisation. Dans les années 1950, il conçoit une colonne lumineuse de signalisation destinée à être placée aux arrêts de tramway. Son nom reste cependant lié à l'éclairage public pour les innovations qu'il apporte aux systèmes de la ville de Turin.
Lors des célébrations du centenaire de l'Unité italienne il a conçu et installé pour l'occasion de nouveaux systèmes d'éclairage.
La définition de Turin « Ville Lumière Italienne » commence à circuler. Avec les applications modernes, pour la première fois l'éclairage public a également un impact artistique, comme en témoignent l'éclairage des fontaines et du jardin de rocaille au Parc du Valentino, créé pour Flor 61 et pour l'Exposition spécialisée de 1961, qui  attire plus de 4 millions de visiteurs. En 1961, Guido Chiarelli réalise le projet pour l'éclairage de la  Mole Antonelliana, au terme des travaux pour la reconstruction de la flèche.
En 1958 il obtient le titre de Chevalier et en 1965 le titre d’Officier de l’Ordre du mérite de la République italienne
En 2011, à l'occasion des célébrations du 150e anniversaire de l'Unité italienne, son œuvre est commémorée à Turin à trois reprises, au mois de juin avec des affiches sur la place du Palais Carignan, le 8 juillet à la galerie Lingotto  et lors de la célébration du 24 juillet à l'Officine Grandi Riparazioni, organisée par l'Associazione Amici di Italia 61. Le 9 juin 2012, à Agliè, à l'occasion de l’attribution des prix du concours littéraire Il Meleto de Guido Gozzano, avec la lecture du poème  Ciel du soir, par les travaux d'éclairage qu'il à réalisés, Guido Chiarelli est mis à l'honneur.
Le 3 juillet 2019, au parc du Valentino, en présence des autorités municipales, a lieu le dévoilement de la plaque commémorative pour le travail réalisé par Guido Chiarelli entre 1928 et 1968 pour la Ville de Turin.
À l'occasion du 120e anniversaire de sa naissance, la grande exposition Lumières pour la ville a été organisée dans le salon de la Villa Amoretti à Turin, avec la participation de quelque soixante-dix artistes (25 octobre - 5 novembre 2022).
Une plaque commémorative a été inaugurée à Caltanissetta le 28 décembre 2023, en présence du professeur Enzo Falzone, historien et érudit de la ville et des autorités municipales, en particulier les conseillers Cettina Andaloro et Marcello Frangiamone. À la demande de Marco D'Arma, président du quartier de la Providence, la plaque a été placée au 27 de la rue Narese, où Guido Chiarelli avait vécu jusqu'en 1922.

## Honneurs
- : Officier de l'Ordre du mérite de la République italienne - 1965
- : Chevalier de l'Ordre du mérite de la République italienne – 1958

## Images

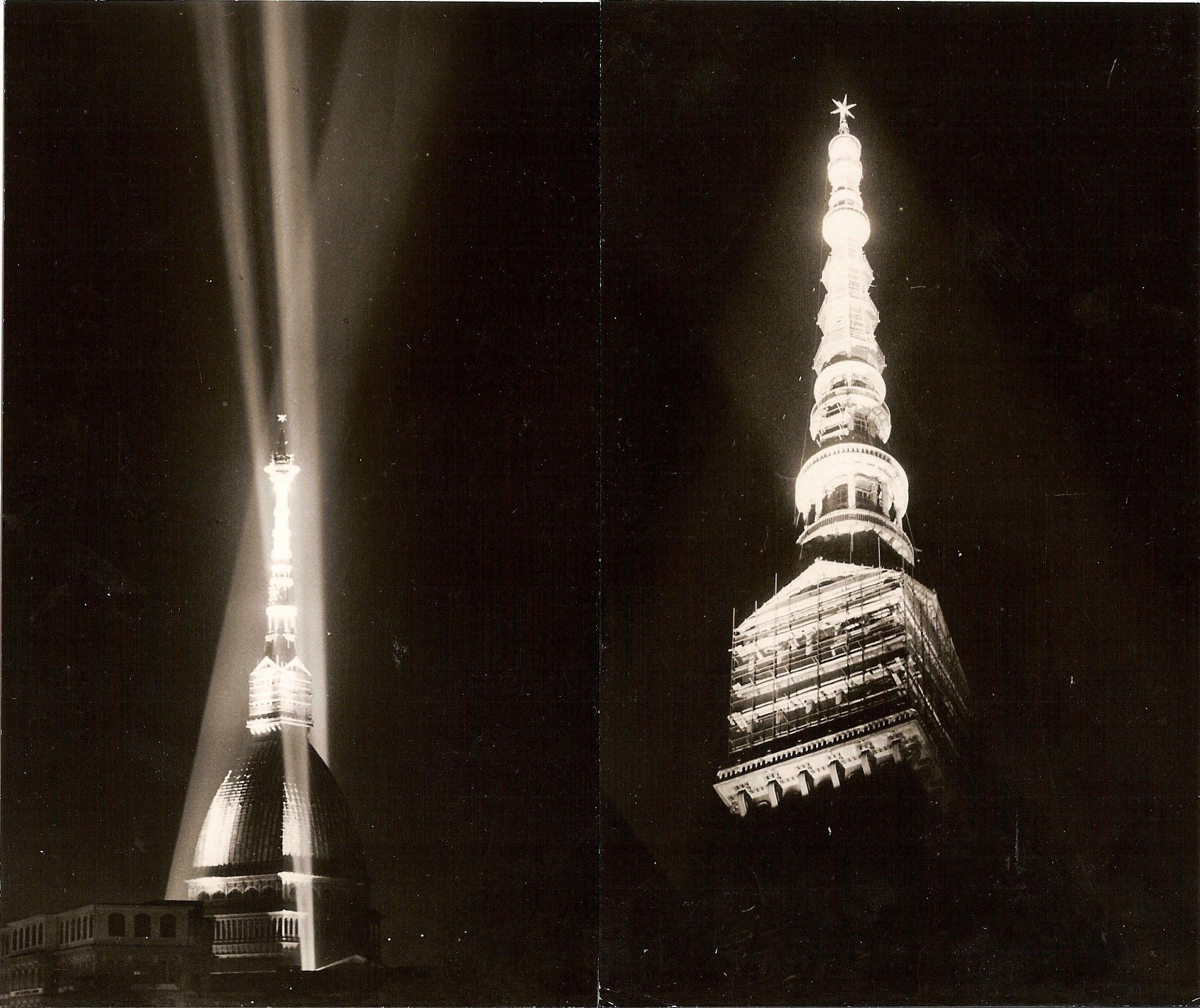
Projet de Guido Chiarelli pour l'éclairage de la Mole Antonelliana 1961.
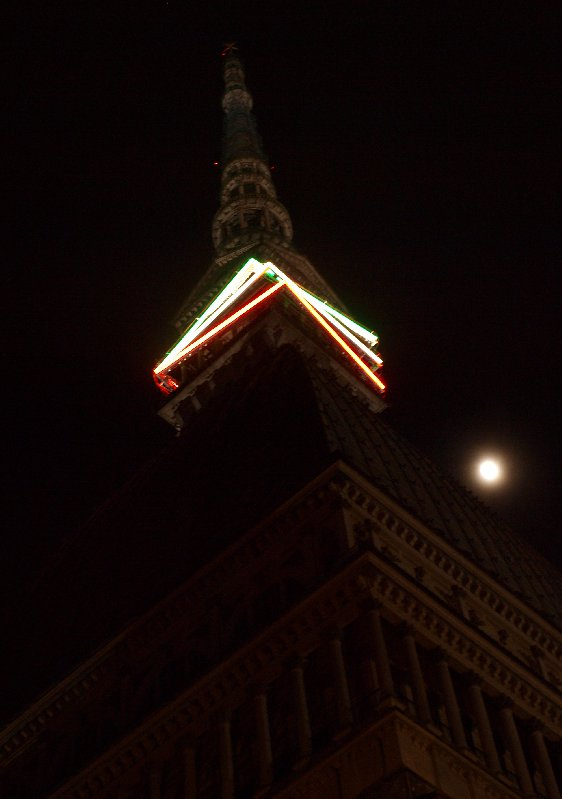
Éclairage de la Mole Antonelliana cinquante ans plus tard, à l'occasion du 150e anniversaire de l'unification de l'Italie,
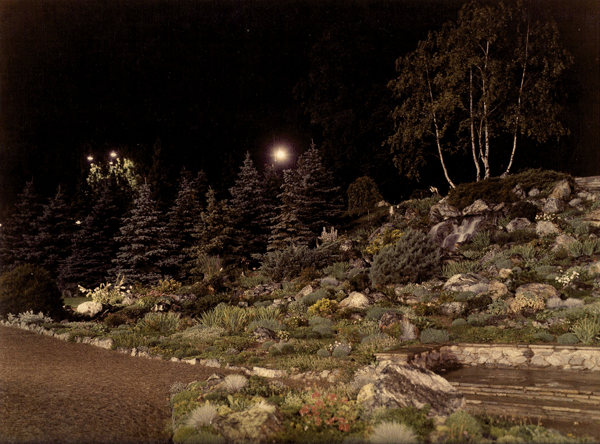
Vue suggestive du jardin de rocaille du Parc du Valentino, éclairage réalisé pour   l'Exposition spécialisée de 1961 et Flor 61.
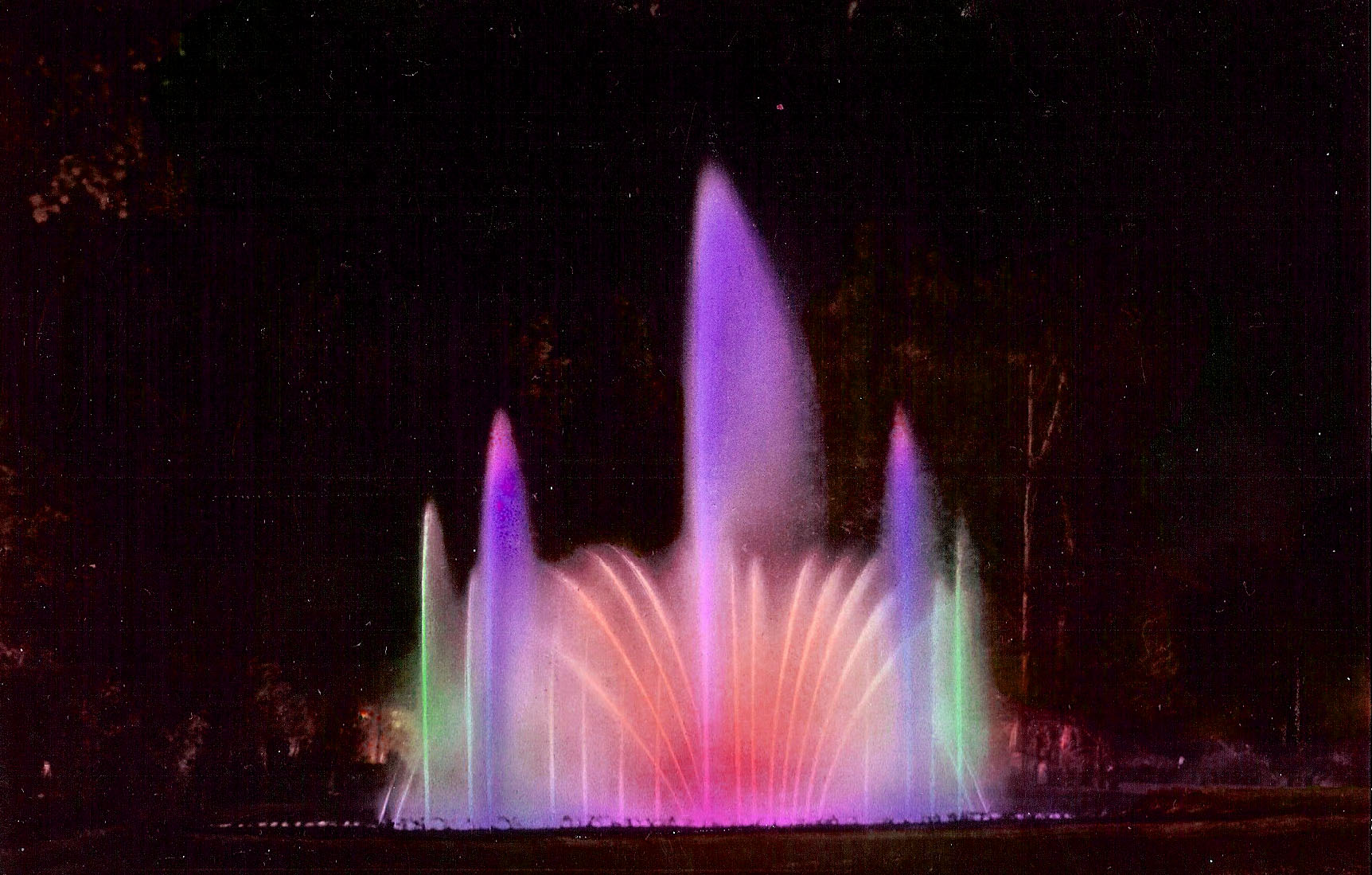
Fontaine lumineuse réalisée en 1961.
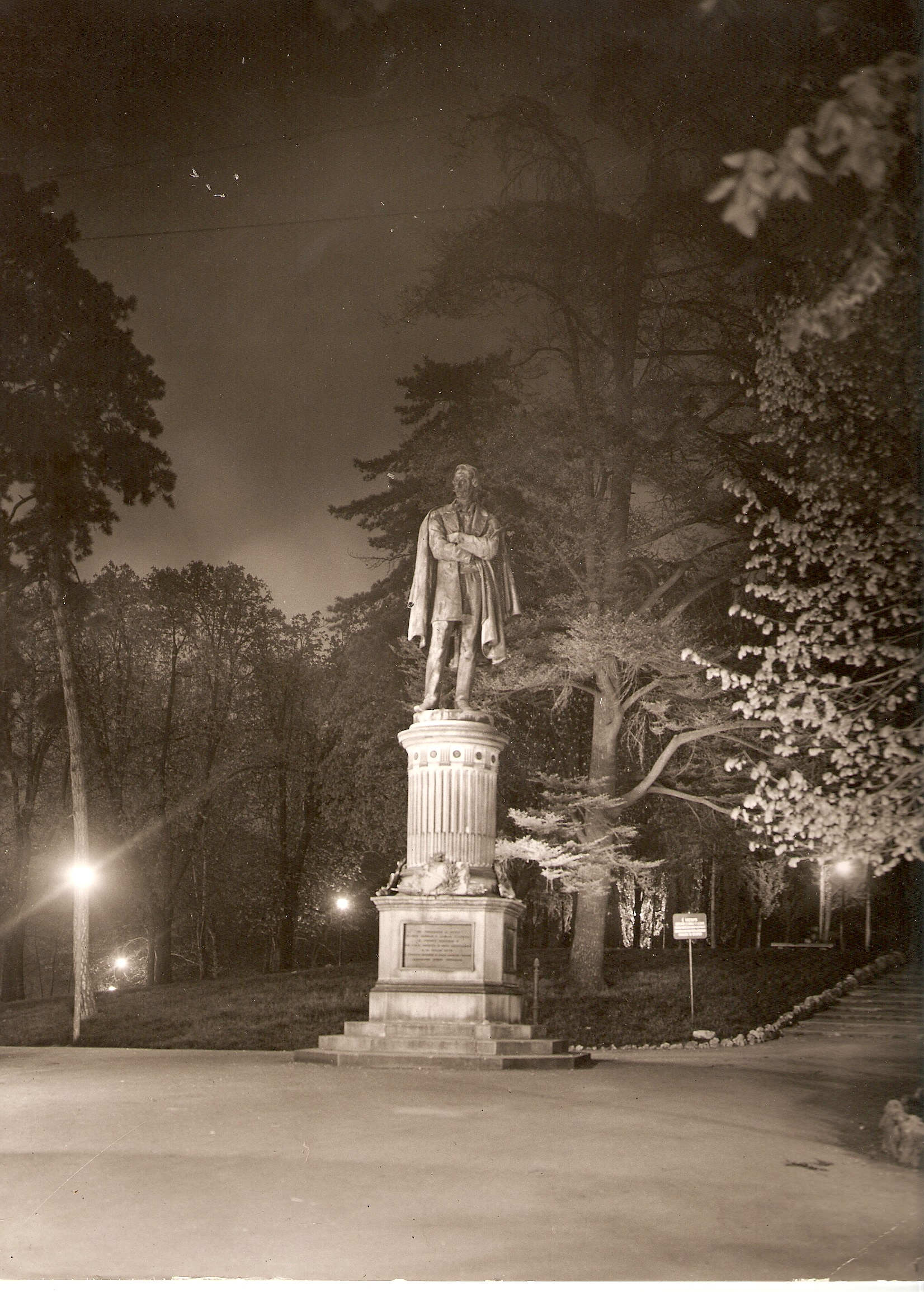
Éclairage du monument à Massimo d'Azeglio, 1961.
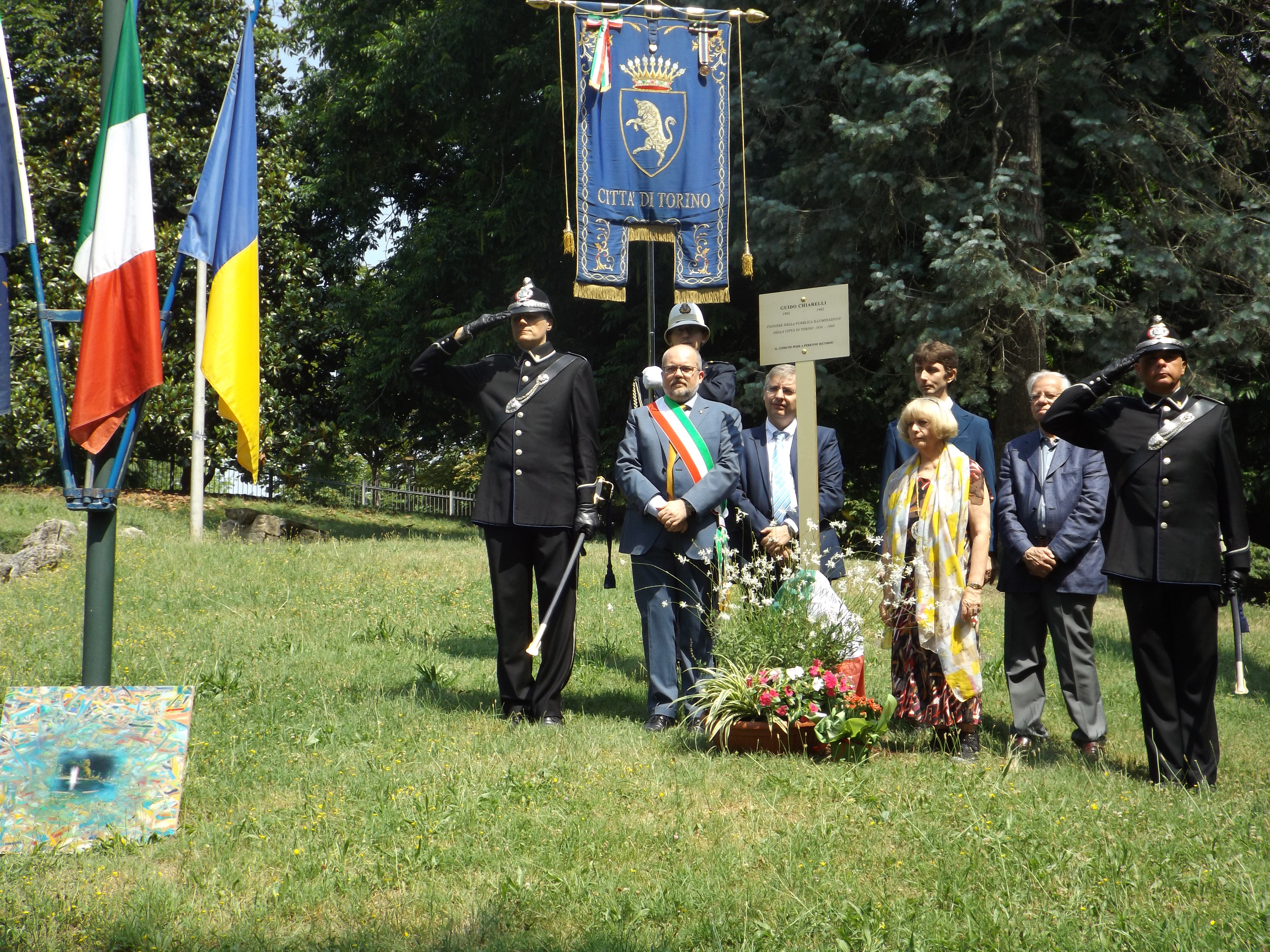
Dévoilement d'une plaque commémorative pour Guido Chiarelli au Parc du  Valentino, le 3 juillet 2019.
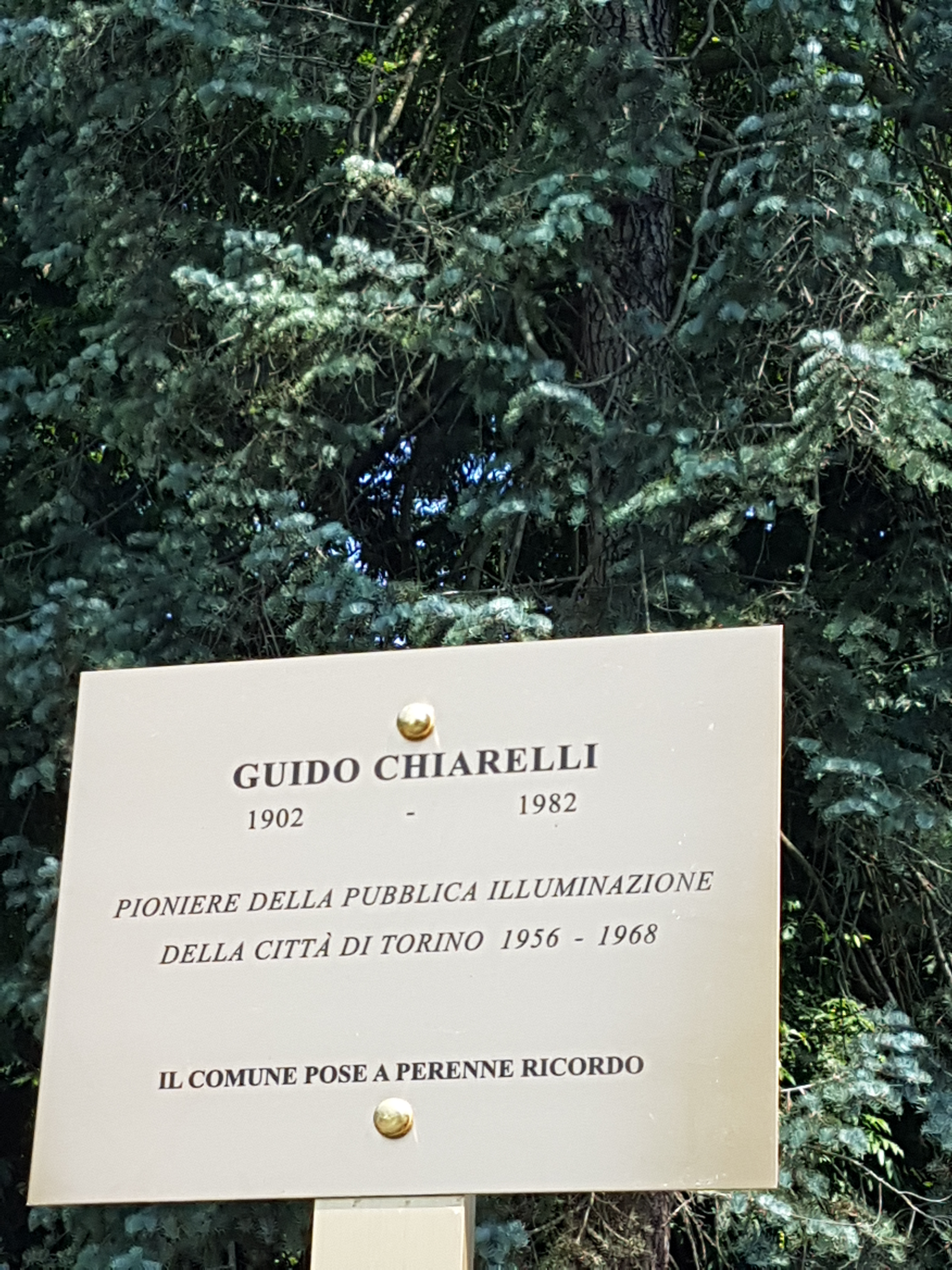
Plaque à la mémoire de Guido Chiarelli, installée par la mairie de Turin dans le Parc du Valentino.
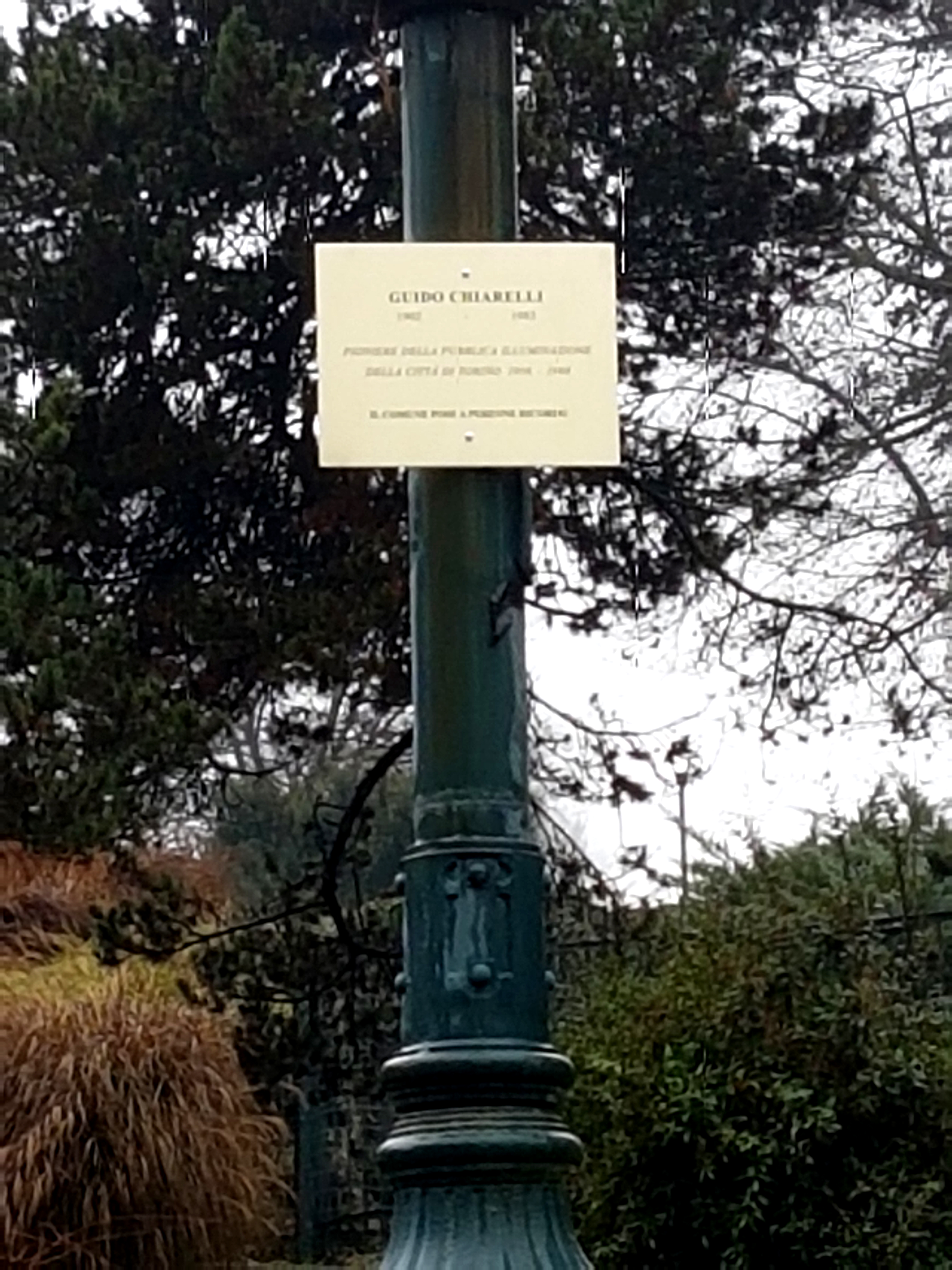
La nouvelle plaque commémorative installée le 4 janvier 2021 à l'entrée du Rock Garden - Parc du Valentino
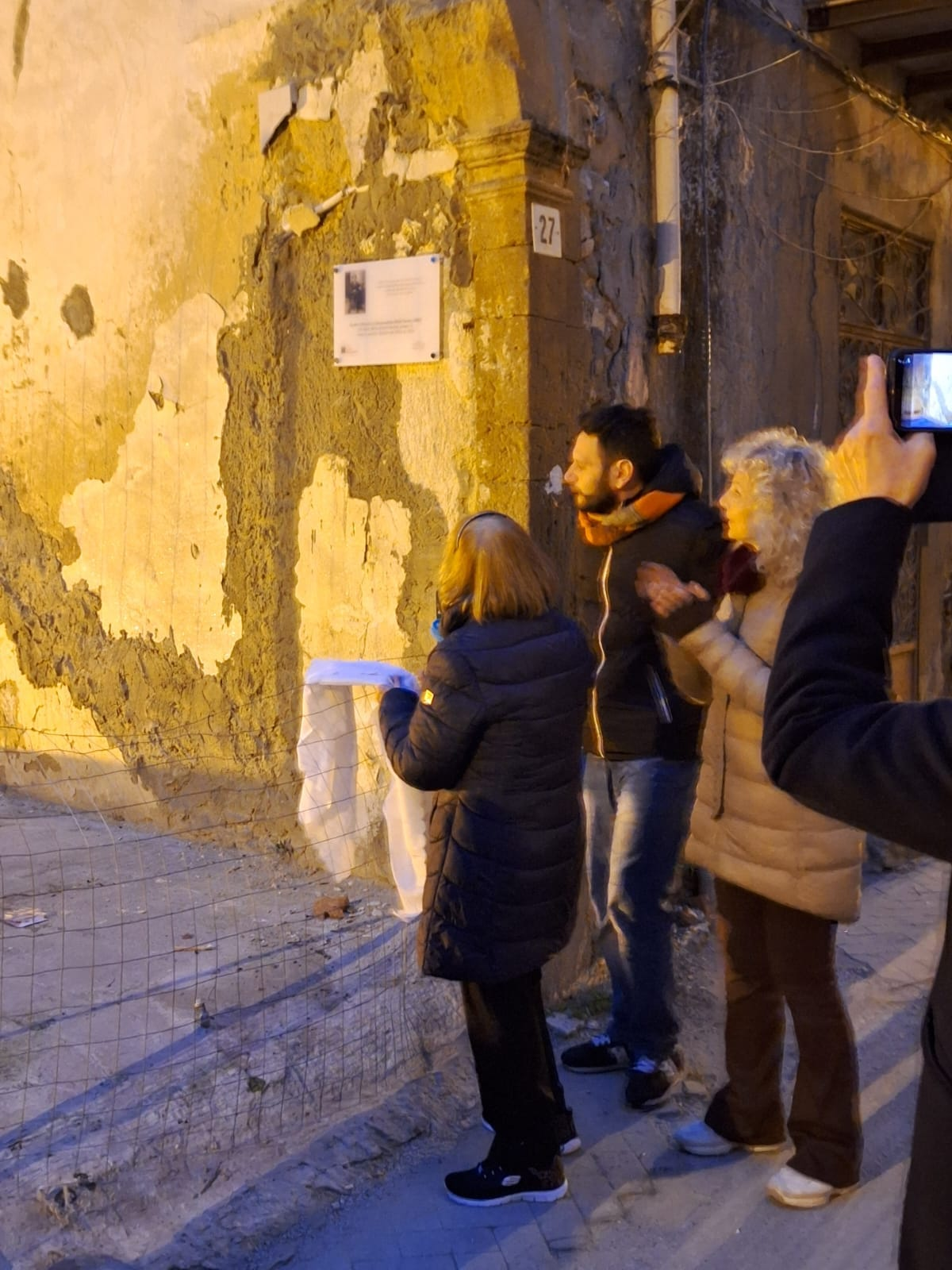
Plaque commémorative dévoilée à Caltanissetta le 28 décembre 2023

## Publications
- (it) Il trattamento delle spazzature, "Torino" rivista mensile municipale, n. 7, 1931

Consultable en ligne 
- (it) L'illuminazione pubblica di Torino, "Torino" rivista mensile municipale, n. 6, 1933

Consultable en ligne 
- (it) La centrale telefonica automatica municipale, "Torino" rivista mensile municipale, n. 11, 1933

Consultable en ligne 
- (it) La segnalazione automatica degli incendi, "Torino" rivista mensile municipale, n. 11, 1934

Consultable en ligne 
- (it) Le piastre riflettenti per la segnalazione stradale notturna a riflessione, "L'Industria", n. 5, 1935
- Trazione elettrica ferroviaria per il nuovo mercato ortofrutticolo, "Torino" rivista mensile municipale, n. 12, 1935

Consultable en ligne 
- (it) Vivide luci sulla città, "Torino" rivista mensile municipale, n. 2, 1936

Consultable en ligne 
- (it) Illuminazione moderna, "Torino" rivista mensile municipale, n. 2, 1938, p. 55

Consultable en ligne 
- (it) Torino sotto la luce blu, "Il Fiduciario", luglio-settembre 1939.
- (it) Il trattamento delle spazzature, "Rivista dell'Istituto Nazionale di Urbanistica", n. 2, 1939

Consultable en ligne 
- (it) L'oscuramento delle luci in caso di guerra, "Torino" rivista mensile municipale, n. 1, 1939[10]

Consultable en ligne 
- (it) Luci delle città, "Illustrazione d'Italia ", 6 ottobre 1946.

Consultable en ligne 
- (it) Come si fabbrica il gas, "Torino" rivista mensile municipale, n. 2, 1949

Consultable en ligne 
- (it) Il consumo dell'energia elettrica a Torino nell'ultimo venticinquennio, "Torino" rivista mensile municipale, n. 7, 1951

Consultable en ligne 